# Marabella
Marabella – część miasta San Fernando w Trynidadzie i Tobago, na wyspie Trynidad; 27 tys. mieszkańców (2006).